# Abrochia postica
Abrochia postica är en fjärilsart som beskrevs av Walker 1854. Abrochia postica ingår i släktet Abrochia och familjen björnspinnare. Inga underarter finns listade i Catalogue of Life.